# Méthode des moments (analyse numérique)
Pour les articles homonymes, voir Méthode des moments.
En analyse numérique, la méthode des moments est une méthode de résolution numérique de problèmes linéaires avec conditions aux limites. La méthode consiste à ramener le problème à un système linéaire.

## Description de la méthode
Discrétisation
La méthode des moments permet de résoudre les équations inhomogènes du type :
{\displaystyle L(f)=g}
où L est un opérateur linéaire, f et g deux fonctions. Généralement, on nomme la fonction g le terme excitation ou source, et f le terme de champ ou la réponse, l'inconnu que l'on cherche à déterminer.
La fonction f peut être décomposée sur une base de fonctions {\displaystyle (f_{i})}:
{\displaystyle f=\sum _{i=1}^{n}\alpha _{i}f_{i}}
où les coefficients {\displaystyle \alpha _{n}} sont constants. L'opérateur L étant linéaire, on a :
{\displaystyle \sum _{i=1,n}\alpha _{i}L(f_{i})=g}
On définit également un produit scalaire dans l'espace des fonctions (généralement un espace de Hilbert) ainsi que des fonctions tests wj dans le domaine de l'opérateur L. En prenant le produit scalaire de l'équation précédente avec chaque wj, on obtient :
{\displaystyle \sum _{i=1,n}\alpha _{i}\langle w_{j},L(f_{i})\rangle =\langle w_{j},g\rangle }
Cette série d'équations peut se récrire sous forme matricielle :
{\displaystyle \mathrm {L} [\alpha ]=[g]}
où
{\displaystyle \mathrm {L} ={\begin{pmatrix}\langle w_{1},L(f_{1})\rangle &\langle w_{1},L(f_{2})\rangle &\cdots &\langle w_{1},L(f_{n})\rangle \\\langle w_{2},L(f_{1})\rangle &\langle w_{2},L(f_{2})&\cdots &\langle w_{2},L(f_{n})\rangle \\\vdots &\vdots &\ddots &\vdots \\\langle w_{n},L(f_{1})\rangle &\langle w_{n},L(f_{2})\rangle &\cdots &\langle w_{n},L(f_{n})\rangle \end{pmatrix}}}
{\displaystyle [\alpha ]=\left({\begin{matrix}\alpha _{1}\\\alpha _{2}\\\vdots \end{matrix}}\right),\ [g]=\left({\begin{matrix}\langle w_{1},g\rangle \\\langle w_{2},g\rangle \\\vdots \\\langle w_{n},g\rangle \end{matrix}}\right)}
Si la matrice L est inversible, alors les coefficients {\displaystyle \alpha _{i}} peuvent être calculés par :
{\displaystyle [\alpha ]=\mathrm {L} ^{-1}[g]}
Méthode des moments
La méthode des moments consiste à choisir l'ensemble de fonctions-test wi = xi-1

## Cas particulier: méthode de Galerkine
Lorsque les fonctions tests wi sont choisies telles que wi = fi, cette méthode est connue sous le nom de méthode de Galerkine, du nom du mathématicien russe Boris Galerkine.